# 전설철인 키매랑
"전설철인 키매랑"은 한국에서 제작된 은희복 감독의 1989년 영화이다. 이건주 등이 주연으로 출연하였고 팽현태 등이 제작에 참여하였다.

## 출연

### 주연
- 이건주
- 이정희

### 조연
- 최양락
- 배연정
- 국정환
- 강진희
- 윤한호

## 기타
- 조명: 이승구
- 녹음: 유창국